# Keratin
Keratin (Hornstof) er et fiberdannende protein, som er rigt på cystein. Stoffet udgør hoveddelen af:
- hår og pels
- skæl
- fjer
- fuglenæb
- kløer (omfattende negle og hove)
- dyrs horn
- barder

Keratinmolekyler er skrueformede og fiberagtige. De snor sig om hinanden og danner på den måde tråde, som kaldes hornfilamenter. Disse proteiner indeholder en høj procentdel af svovlholdige aminosyrer, som nævnt, mest cystein, der danner disulfidbindinger mellem de enkelte molekyler. Det skaber en ret stiv, men dog bøjelig struktur.
Når noget keratiniserer, bliver det forhornet. Det gælder f.eks. hudceller → overhud, hårsække → hår og neglebånd → negle.